# Bottleneck (musica)

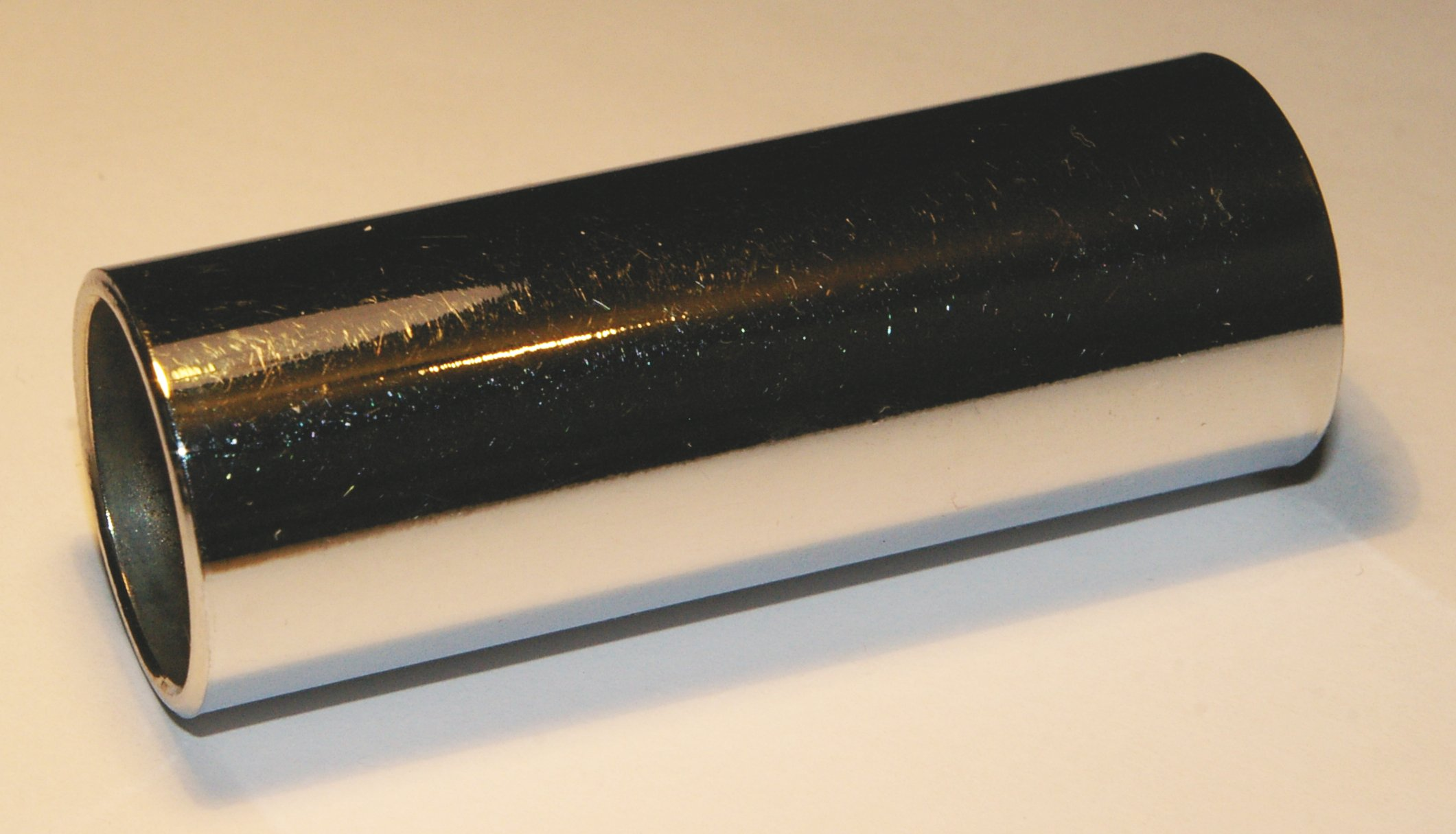
Bottleneck metallico

Il bottleneck ("collo di bottiglia" in inglese) è un cilindro cavo di 5-7 cm da infilare al dito e che, fatto scorrere sulle corde della chitarra, conferisce ad esse una particolare sonorità utilizzata soprattutto in generi come country e blues.
Sfruttando la scorrevolezza della sua superficie e l'attrito minimo che si produce tra essa e le corde, questo strumento è capace di determinare un passaggio glissato tra nota e nota, affine alla legatura di portamento e simile al bending, con la differenza che il musicista non va a modificare la tensione delle corde tirandole verso l'alto ma ne modifica l'intonazione tramite lo sfregamento dello slider.
Il materiale principale di cui è costituito è l'acciaio, ma esistono anche bottleneck di plexiglas, ceramica, vetro e plastica; altro nome usato per indicare il bottleneck è slide, appunto perché scivola sui tasti della chitarra (dal verbo inglese to slide, "scivolare").
Il nome "bottleneck" deriva dal fatto che i musicisti più poveri, all'inizio del XX secolo, utilizzavano appunto un collo di bottiglia per raggiungere lo scopo.

## Storia

### Origini

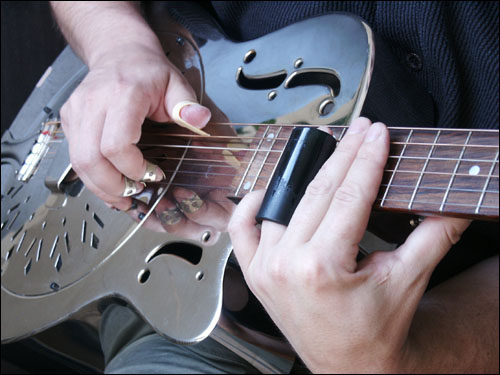
Esempio dell'uso del bottleneck, dei fingerpicks su una chitarra resofonica

La tecnica di utilizzo dello slide è da ricollegare ad uno strumento giocattolo a corda singola, il diddley bow, che rassomiglia fortemente ad uno strumento africano. Ciò significa che questa tecnica ebbe origine in Africa e, attraverso l'oceano Atlantico (durante la tratta degli schiavi), giunse negli Stati Uniti d'America. Ma viene contemplata anche la possibilità di una connessione attraverso il Pacifico (lo slack guitar style delle Hawaii), dal subcontinente indiano, dove il vichitra veena è suonato facendo scivolare un globo di vetro sulle corde.
In ogni caso, la tecnica del bottleneck fu resa popolare dai bluesmen afroamericani. Tra questi artisti, i più validi suonatori di questo strumento furono il cantante di gospel Blind Willie Johnson, Blind Willie McTell, Mississippi Fred McDowell, Son House, Bukka White e Robert Johnson ed Elmore James, oltre a Casey Bill Weldon della Memphis Jug Band. Quel sound divenne in breve caratteristico della musica country e di quella hawaiana.

### Evoluzione e utilizzatori celebri
Attraverso il country e il blues, esso confluì agevolmente nello strumentario di gruppi classici di rock come gli Allman Brothers, i Lynyrd Skynyrd, gli ZZ Top (tutti e tre questi gruppi fanno capo al cosiddetto rock sudista), i Led Zeppelin (in particolare nella canzone In My Time of Dying), i Doors (notevole esempio è il brano "Moonlight Drive" tratto dal secondo album), i Pink Floyd (nella canzone See Emily play, Syd Barrett usa uno Zippo invece che un normale bottleneck in High Hopes e in A Pillow of Winds). D'altro canto, i Rolling Stones usarono lo slide già nel 1963, per la registrazione della canzone I wanna be your man, di John Lennon e Paul McCartney: in questa incisione, il chitarrista Brian Jones suona uno slide di accentuata marca blues. Mick Taylor, suo successore, ebbe modo anch'egli di misurarsi con il bottleneck. Numerosi sono anche gli assoli di slide del chitarrista degli U2 The Edge.
Il primo influente chitarrista elettrico ad utilizzare lo slide fu, probabilmente, Elmore James, il cui riff nella canzone Dust my broom è preso da Robert Johnson. Muddy Waters risultò altrettanto influente, in particolare nello sviluppo del blues elettrico di Chicago (Chicago blues), diretto erede di quello acustico detto blues del Delta (con riferimento alla regione del delta del Mississippi). Il bluesman texano Johnny Winter sviluppò il suo caratteristico stile proprio accompagnando in tour Muddy Waters. Lo specialista di slide Roy Rogers affiancò, a sua volta, il gigante del blues John Lee Hooker. Il cugino di questi, Earl Hooker, è stato probabilmente il primo ad usare il wah-wah e lo slide contemporaneamente.
Insieme ad Alan Wilson dei Canned Heat, Duane Allman ebbe un ruolo chiave nell'introdurre la chitarra slide nella musica rock, attraverso il suo lavoro con la Allman Brothers Band, in particolare nell'album del 1971 Live At Fillmore East, e con Derek and the Dominos in Layla and Other Assorted Love Songs (1970). A partire dalla fine degli anni '60, Allman utilizzò una bottiglietta di vetro vuota del medicinale Coricidin, che portava sul suo dito anulare. Questo fu poi ripreso da altri chitarristi slide come Bonnie Raitt, Rory Gallagher, Gary Rossington dei Lynyrd Skynyrd, e Joe Walsh, che usava il dito medio e poi, a metà degli anni '80, passò a un bottleneck in ottone. Tale flacone alla fine uscì di produzione nei primi anni '80;  ne sono state prodotte repliche dal 1985, compresa una copia del bottleneck di Duane Allman utilizzato da un altro membro della Allman Brothers, Derek Trucks, che era fatto di Pyrex, con lo stesso suono del vetro, ma senza il pericolo di rottura. Allman estese la gamma espressiva della chitarra slide, incorporando gli effetti armonici di Sonny Boy Williamson II, più chiaramente nella cover degli Allman Brothers di One Way Out di Sonny Boy, come si può ascoltare nel loro album Eat a Peach.
Altro utente di rilievo del bottleneck è Steven Wilson dei Porcupine Tree, che ne fa uso in vari brani, come, ad esempio, "Half Light".
Non va dimenticato infine Ben Harper che ne fa un utilizzo diffuso ed estremamente caratterizzante in associazione con la lap steel guitar. Nella maggior parte dei suoi dischi sono protagonisti le atmosfere blues conferite da questo strumento.
Merita una menzione anche Mark Sandman dei Morphine, virtuoso del basso che rendeva unico il suono del suo strumento non solo per il fatto che avesse solo due corde ( LA e RE, eliminando MI e SOL) ma per come le colpiva queste due corde con il frequente ricorso allo sliding (bottleneck), solo come esempio in "Cure for Pain".

## Funzionamento e utilizzo
Il dispositivo simula praticamente la funzione di un tasto della chitarra. Quando una corda viene normalmente accostata con le dita contro il manico, la lunghezza della corda libera si accorcia e per le proprietà fisiche dell'oscillazione, la frequenza di vibrazione della corda aumenta. Tanto più il tasto presso cui il dito poggia è vicino al ponte della chitarra, tanto più il suono generato risulterà acuto, in quanto la lunghezza della corda, a parità di tensione, è diminuita.
Il bottleneck sfrutta lo stesso principio. La differenza è che mentre i tasti della chitarra si trovano in posizioni prestabilite che causano l'esecuzione di note ben predeterminate, con il bottleneck ci si può posizionare su qualsiasi punto della tastiera. Muovendo questo accessorio sul manico insomma, si può passare da un DO ad un MI passando anche per tutte le frequenze (e quindi le note) intermedie.
```
Uso convenzionale:
||----|----|----|----|----|----|----|----|----|...
||----|----|----|----|----|----|----|----|----|...
||----|----|----|----|----|----|----|----|----|...
||----|----|----|----|----|----|----|----|----|...
||----|----|-DO-|-DO#|-RE-|-RE#|-MI-|----|----|... *
||----|----|----|----|----|----|----|----|----|...
```

```
Con 
bottleneck
:
||------------»»»»»»»»»»>------------...
||------------»»»»»»»»»»>------------...
||------------»»»»»»»»»»>------------...
||------------»»»»»»»»»»>------------...
||-----------DO»»»»»»»»»>MI----------... *
||------------»»»»»»»»»»>------------...
```

```
Legenda:
|| = Capotasto / - = Corda / | = Tasto / > = Movimento del 
bottleneck
 / * = Corda pizzicata
```

Spesso la chitarra, utilizzata con lo slide, viene accordata con un'accordatura "aperta", che suoni quindi come un accordo (tipicamente maggiore) quando nessun tasto viene premuto.
Queste le accordature maggiormente utilizzate:
- D-A-d-f#-a-d' (RE aperto o Vestapol tuning)
- D-G-d-g-b'-d' (SOL aperto o accordatura spagnola).

Questo tipo di accordature si possono far risalire al XVII secolo, quando venivano utilizzate per il banjo, predecessore del dobro o chitarra resofonica.
Il bottleneck è l'accessorio indispensabile per poter utilizzare la pedal steel guitar (una chitarra che, attraverso l'utilizzo di una complessa meccanica, permette di cambiare, durante un'esecuzione, l'accordatura della chitarra) o la lap steel guitar, cioè la chitarra orizzontale hawaiiana. Esso non viene invece utilizzato per i bassi elettrici ed in genere ne è raro l'utilizzo con le corde di nylon delle chitarre classiche.